# Герб Севера-ду-Воги
Ге́рб Севе́ра-ду-Во́ги — офіційний символ містечка Север-ду-Вога, Португалія. Використовується як територіальний герб. У срібному щиті синій хвилястий перев'яз, у якому три срібні риби пливуть догори. Над ним — зелена сосна з чорними шишками, стовбуром і кореневищем, під ним — зелене помаранчеве дерево з золотими плодами, чорним стовбуром і кореневищем. Щит увінчує срібна мурована містечкова корона з чотирма вежами.  Під щитом біла стрічка, на якій великими літерами напис португальською: «Sever do Vouga» (Север-ду-Вога).  Офіційно затверджений 4 грудня 1953 року.  

## Галерея

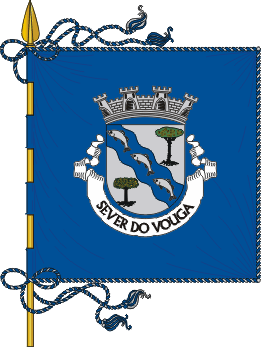
Прапор